# Pitch (Fernsehserie)
Pitch ist eine US-amerikanische Dramaserie nach Ideen von Dan Fogelman und Rick Singer. Sie handelt von der ersten Baseballspielerin, die in der MLB spielt. Die Erstausstrahlung der zehnteiligen ersten Staffel fand vom 22. September bis zum 8. Dezember 2016 beim US-Sender Fox statt. Im Mai 2017 gab der Sender die Einstellung der Serie nach einer Staffel bekannt.

## Handlung
Die Serie dreht sich um die fiktive professionelle Baseballspielerin Ginny Baker. Baker schafft es als erste Frau in die höchste amerikanische Baseballprofiliga, die MLB. Dort spielt sie bei den San Diego Padres, wo sie sich als Frau und Neuling behaupten möchte.

## Besetzung

### Hauptrollen
| Rollenname     | Schauspieler        | Rollenbeschreibung                                                  |
| -------------- | ------------------- | ------------------------------------------------------------------- |
| Ginny Baker    | Kylie Bunbury       | Erste weibliche Profispielerin in der Major League Baseball         |
| Mike Lawson    | Mark-Paul Gosselaar | Catcher bei den Padres; Veteran der Mannschaft und Mentor von Baker |
| Oscar Arguella | Mark Consuelos      | Manager der Padres                                                  |
| Blip Sanders   | Mo McRae            | Spieler bei den Padres                                              |
| Evelyn Sanders | Meagan Holder       | Blips Ehefrau und Freundin von Baker                                |
| Amelia Slater  | Ali Larter          | Bakers Agentin                                                      |
| Eliot          | Tim Jo              | Assistent von Slater                                                |
| Al Luongo      | Dan Lauria          | Trainer der Padres                                                  |

### Nebenrollen
| Rollenname  | Schauspieler  | Rollenbeschreibung              |
| ----------- | ------------- | ------------------------------- |
| Bill Baker  | Michael Beach | Vater von Ginny                 |
| Frank Reid: | Bob Balaban   | Eigentümer der San Diego Padres |

## Episodenliste
| Nr. (ges.) | Nr. (St.) | Deutscher Titel   | Originaltitel                          | Erstausstrahlung USA | Deutschsprachige Erstausstrahlung (D) | Regie          | Drehbuch                                   | Zuschauer (USA) |
| ---------- | --------- | ----------------- | -------------------------------------- | -------------------- | ------------------------------------- | -------------- | ------------------------------------------ | --------------- |
| 1          | 1         | Das Debüt         | Pilot                                  | 22. Sep. 2016        | 22. Mai 2020                          | Paris Barclay  | Dan Fogelman & Rick Singer                 | 4,22 Mio.       |
| 2          | 2         | Frauenperspektive | The Interim                            | 29. Sep. 2016        | 29. Mai 2020                          | Paris Barclay  | Dan Fogelman                               | 3,68 Mio.       |
| 3          | 3         | Alte Bekannte     | Beanball                               | 6. Okt. 2016         | 5. Juni 2020                          | Kenneth Fink   | Kevin Falls                                | 3,50 Mio.       |
| 4          | 4         | Neuanfang         | The Break                              | 13. Okt. 2016        | 12. Juni 2020                         | Regina King    | Rick Singer                                | 2,91 Mio.       |
| 5          | 5         | Transfer          | Alfonzo Guzman-Chavez                  | 27. Okt. 2016        | 19. Juni 2020                         | Paris Barclay  | Becky Hartman Edwards                      | 2,91 Mio.       |
| 6          | 6         | Sponsorendeal     | Wear It                                | 3. Nov. 2016         | 26. Juni 2020                         | Joanna Kerns   | Jonathan Igla                              | 2,71 Mio.       |
| 7          | 7         | San Francisco     | San Francisco                          | 10. Nov. 2016        | 3. Juli 2020                          | Mary Lou Belli | Eli Attie & Kevin Falls                    | 2,64 Mio.       |
| 8          | 8         | Regenpause        | Unstoppable Forces & Immovable Objects | 17. Nov. 2016        | 10. Juli 2020                         | Chris Koch     | Becky Hartman Edwards & Ester Lou Weithers | 2,43 Mio.       |
| 9          | 9         | Ausgemustert      | Scratched                              | 1. Dez. 2016         | 17. Juli 2020                         | Zetna Fuentes  | Tanner Bean & Katrina Mathewson            | 2,37 Mio.       |
| 10         | 10        | Der letzte Start  | Don’t Say It                           | 8. Dez. 2016         | 24. Juli 2020                         | Paris Barclay  | Dan Fogelman & Rick Singer                 | 2,89 Mio.       |